# Дональд Локк
Дональд Катберт Локк (17 вересня 1930 — 6 грудня 2010) — гаянський митець, який створював малюнки, картини та скульптури різними засобами. Він навчався у Сполученому Королівстві та працював там й у Гаяні, а потім, у 1979 році, переїхав до США. Останні двадцять років, мабуть, найплідніший та найбільш новаторський період свого життя, він провів в Атланті, штат Джорджія. Його старший син — британський скульптор Г'ю Локк.

## Біографія

### Ранні роки
Дональд Локк народився 17 вересня 1930 року у Стюартвіллі, округ Демерара, Гаяна. Його батько, якого також звали Дональд Локк, був вправним теслею, виготовляв меблі, а мати, Айві Мей (уроджена Гарпер), працювала вчителем початкової школи. Сім'я переїхала до Джорджтауна у 1938 році, де Локк відвідував римо-католицьку школу Бурда, а потім конгрегаційну школу церкви Сміта. Він пішов до Прогресивної середньої школи, яку закінчив у 1946 році. Його прийняли в учні Державної школи Брод-Стріт, де він дедалі більше захоплювався малюванням.
У 1947 році Локк відвідував робітничий художній гурток (РХГ), де викладав у Джорджтауні місцевий художник Едвард Руперт Берроуз. Заняття надихнули його зайнятися живописом. Берроуза часто називають «батьком мистецтва Гаяни». Локк згадав Берроуза у статті в журналі «New World» за 1966 рік, присвяченому незалежності Гаяни: він постійно займався «технічним дослідженням», зокрема виготовленням власних фарб із незвичайних інгредієнтів і проведення експериментів «з балатою, бортівкою, кравецьким полотном, рисовими мішками, бітумом, бетоном і … глина, змішаною з патокою».
У 1950 році Локк отримав сертифікат викладача. Локк став постійним учасником щорічних виставок РХГ і деякий час був секретарем РХГ, допомагаючи організовувати виставки у різних місцях. У 1952 році РХГ присудив йому першу золоту медаль за абстрактну картину «Щаслива родина». У 1954 році він отримав мистецьку стипендію Британської ради, яка дозволила йому вивчати кераміку у Школі мистецтв і дизайну Бата в Коршамі, Англія. Департамент освіти Гаяни надав додаткову стипендію, яка фінансувала його третій рік навчання в Коршамі. Він вивчав живопис у Вільяма Скотта та Браян Вінтера, кераміку — у Джеймса Тауера, скульптуру — у Кена Армітажа та Бернарда Медоуза. У 1957 році він закінчив навчання, здобувши диплом викладача художнього спрямування.

### Гаяна та Велика Британія
Повернувшись до Джорджтауна у 1957 році, Локк почав викладати мистецтво у Долфінській школі та РХГ. У 1958 році він одружився з Лейлою Локк (уродженою Чаплін), вчителькою, з якою познайомився в Коршамі. У нього не було професійного гончарного обладнання, але йому вдавалося виготовляти й успішно випалювати великі глиняні горщики у саморобній печі. У 1959 році уряд Гаяни надав йому грант на навчання для здобуття ступеня магістра образотворчого мистецтва в Единбурзькому коледжі мистецтв, школі Единбурзького університету. Там він познайомився з художниками Дейвом Коеном, Шелдоном Каганофом і Діоном Маєрсом, які представили Британії ідеї Каліфорнійського глиняного руху. Протягом багатьох років роботи Локка відбивали їхній вплив.
У 1962 році Локк отримав грант від Единбурзького університету, щоб поїхати до Флоренції та Равенни, де він займався історичними дослідженнями. У 1964 році він завершив дипломну роботу та повернувся до Джорджтауна, щоб обійняти посаду магістра мистецтв у Квінс-коледжі, де він викладав з 1964 до 1970 рік. Він почав малювати через брак можливостей для занять гончарством. У 1969 році він отримав стипендію Британської ради, яка дозволила йому залишити коледж і повернутися до Единбурзького коледжу мистецтв для вивчення керамічних технік. У 1970 році після поїздки до Бразилії, коштом бразильського Міністерства закордонних справ, він звільнився з Квінс-коледжу та переїхав до Лондона, де влаштувався викладати курс кераміки. Він почав працювати з різними матеріалами: метал, дерево, шкіра, хутро та кераміка. Він здобув все більшого визнання за свою керамічні вироби, і в 1972 році його запросили брати участь у Міжнародній виставці кераміки у Музеї Вікторії та Альберта.

### США
Локк вперше відвідав США у 1976 році як запрошений художник у Школі ремесел Гейстак Маунтін у Монтвіллі, штат Мен. У 1999 році він отримав стипендію Ґуґґенгайма зі скульптури та протягом року був художником-резидентом в Університеті штату Аризона. Його перша з багатьох бронзових скульптур була відлита Бронзовим заводом Аризони у 1980 році. Він розлучився з Лейлою наприкінці 1970-х років. Локк отримав посвідку на постійне місце проживання у США, одружившись з арт-консультантом Брендою Стівенсон у 1981 році. У 1983 році він переїхав до Фінікса, штат Аризона. Локк жив на південному заході США 11 років. У цей період він був кореспондентом в Аризоні журналу «Artspace», для якого написав серію статей. Він також писав для «Phoenix New Times» й «Arts Magazine».
У 1989 році він тимчасово відмовився від скульптури на користь живопису, а наступного року переїхав до Атланти, штат Джорджія. Його картини поєднували в'язкі фарби, фотографії, тканину, дерево, метал і знайдені предмети, розміщені на полотні. У 1992 році, отримавши п'ятирічний грант на студію в Центрі сучасного мистецтва Nexus, він повернувся до скульптури. Локк неповний робочий день викладав в Університеті штату Джорджія та коледжі мистецтв Атланти, покинувши викладання у 1996 році. Він продовжував писати про мистецтво. Таким чином, огляд Локка на виставку «Okiek Portraits» із фотографіями людей огієк у традиційному одязі з'явився у «Creative Loafing» за листопад 1997 року. Він публікував щотижневий огляд для цієї статті протягом трьох років. Він прожив в Атланті до кінця свого життя, отримуючи все більше визнання завдяки виставкам його робіт у США та Європі.
Комунікабельна людина з щедрим характером, Локк любив розважати людей на вечерях, де він сам готував їжу. Він любив говорити про мистецтво, був цікавим і привабливим оратором. Його називають «неперевершеною особистістю та чудовим оповідачем, який так само впливав на спілкування, як і на мистецтво».
Дональд Локк помер удома в Атланті 6 грудня 2010 року. У нього залишилося троє дітей від шлюбу з художницею Лейлою Локк: Корінн, Джонатан і Г'ю. Г'ю Локк, який народився в Единбурзі, також є відомим художником.

## Відгуки
Робота Локка була дуже різноманітною. Маріанна Ламберт, куратор і меценат з Атланти, сказала: «Його експресивність простягалась від шалених малюнків до стриманих, чистих ліній його скульптур». За словами Карла Гезлвуда з Ньюарка, помічника редактора «NKA», «Журналу сучасного африканського мистецтва»: «мистецтво Дональда виросло з витончених європейських традицій, отриманих під час його навчання в Гаяні та Великій Британії, але воно також було пронизане міфами та поетичними аспектами його батьківщини Гаяни та її фольклором». Протягом усього життя Локк був плідним митцем, у своїх попередніх модерністських роботах відчутний вплив інших шкіл. Він утвердився як унікальна особистість в Атланті під впливом місцевих народних артистів, таких як Торнтон Діал.
Говорячи про вплив ландшафту відкритої савани Гаяни на ранню творчість Локка, один письменник сказав, що митця «турбувало питання простору, яке постає перед художником: що робити з небуттям; як завести око глядача в величезний простір крізь вузьку раму однієї картини». У Сполученому Королівстві його найвідомішою роботою, мабуть, є картини та скульптури в серії «Плантація», описані як «форми, утримувані в строгих лініях і сітках, з'єднаних ніби ланцюгами або серією брусків, аналогічно, за його словами, система, за допомогою якої одна група людей тримається в економічному та політичному поневоленні іншою». Оглядач, коментуючи його роботу «Trophies of Empire 1» (1972—1974) сказав, що вона «містить міцні відокремлені форми, які моторошно перегукуються з культурами та географіями, які він пережив. Важкі металеві посудини, масивні дерев'яні форми та об'єкти поставлені разом, створюючи незграбні людські зображення або складні абстрактні збірки. Їх насичений еротичний й іноді жорстокий символізм викликає у пам'яті скорботні спогади з минулого та проблеми, пов'язані з рабством, ідентичністю та суверенітетом. Його похмурі образи чорноатлантичного світу, на який Локк так сміливо осідлав».

## Виставки
Локк представляв Гаяни на 12-й бієнале мистецтва у Сан-Паулу у 1971 році. Він виставив свої «Дві скульптури з ритуальної сюїти плодючості» в Угорщині у 1975 році на Міжнародній бієнале скульптури. У 1976 році він мав власну виставку в Roundhouse у Лондоні, у 1977 році його роботи були показані в Нігерії на FESTAC. Його «Трофеї імперії» вперше показали на виставці афро-карибського мистецтва у 1978 році, а потім знову — у лондонській галереї Hayward Gallery у 1989 році на впливовій виставці «Інші історії», яка допомогла підвищити обізнаність громадськості про якість роботи художника. Художники Азії, Африки та Карибів, як-от Обрі Вільямс і Рональд Муді, а також картини темношкірих британських художників, зокрема Соні Бойс. Мистецтвознавець Браян Сьюелл сказав, що скульптури Локка на «Іншій історії» показали витончену майстерність і надзвичайну винахідливість.
У 1994 році Локк поїхав до Еквадору, де його роботи були показані на виставці «Current Identities» на бієнале живопису в Куенка разом із роботами інших художників, зокрема Вітфілда Ловелла, Філемони Вільямсон, Еміліо Круса та Фредді Родрігеса. На виставці 2002 року в галереї Solomon Projects в Атланті були представлені скульптури з твердого воску, які зображували священні символи гаянської креольської спадщини. У 2009 році в Англії відбулася виставка близько п'ятдесяти його останніх скульптур і картин під назвою «Pork Knocker Dreams». «Porkknocker» — так називали золотошукачів у Гаяні: батько Локка шукав золото в юності.
Локк брав участь у багатьох інших групових і персональних виставках, зокрема у Сан-Паулу, Бразилія; Медельїн, Колумбія; Будапешт, Угорщина; Фаенца, Італія; Музей Вікторії та Альберта та Галерея Вайтчепел у Лондоні, Велика Британія; Ноттінгем, Велика Британія; Центр сучасного мистецтва Альджіра в Ньюарку, Нью-Джерсі; Бієнале Nexus і серія Master Artist, Атланта, Джорджія; Музей-студія в Гарлемі, Нью-Йорк. Його роботи розміщували Nexus і City Gallery East в Атланті та Музей сучасного мистецтва у Тусоні, штат Аризона.

### Персональні виставки
Неповний перелік персональних виставок:
| Дата                          | Місто                       | Місцезнаходження                  | Назва / Примітки                                                                     |
| ----------------------------- | --------------------------- | --------------------------------- | ------------------------------------------------------------------------------------ |
| 1975                          | Лондон (Велика Британія)    | Інститут Співдружності            | DONALD LOCKE                                                                         |
| 2002                          | Атланта (Джорджія)          | Соломонові проєкти                | DONALD LOCKE                                                                         |
| 4 квітня 2003                 | Атланта (Джорджія)          | Галерея ратуші Схід               | DONALD LOCKE: The Road to El Dorado: 12 Years in Atlanta                             |
| 8 травня — 2 червня 2004      | Нью-Йорк                    | Галерея Ското                     | DONALD LOCKE: Paintings and Mixed Media Sculpture                                    |
| 15 квітня — 7 липня 2004      | Ньюарк (Нью-Джерсі)         | Aljira, Центр сучасного мистецтва | Bending the Grid: Modernity, Identity and the Vernacular in the Work of DONALD LOCKE |
| 16 жовтня — 22 листопада 2008 | Нью-Йорк                    | Галерея Ското                     | DONALD LOCKE: Master Works, Recent Works                                             |
| 26 вересня — 19 грудня 2009   | Ноттінгем (Велика Британія) | New Art Exchange                  | DONALD LOCKE: Pork Knocker Dreams                                                    |

### Групові виставки
Неповний перелік групових виставок:
| Дата                              | Місто                    | Місцезнаходження                                 | Назва / Примітки                                                                      |
| --------------------------------- | ------------------------ | ------------------------------------------------ | ------------------------------------------------------------------------------------- |
| 30 вересня — 30 жовтня 1981       | Фінікс (Аризона)         | Галерея банку Аризона                            | Artists of the Black Community of Arizona                                             |
| 26 травня — 19 серпня 1988        | Фінікс (Аризона)         | Центр індустріалізації можливостей Фенікса       | Artists of the Black Community/USA                                                    |
| 28 листопада 1989 – 4 лютого 1990 | Лондон (Велика Британія) | Галерея Гейворда                                 | The Other Story: Afro-Asian Artists in Post-War Britain                               |
| Травень 1994                      | Нью-Йорк                 | Музей студії в Гарлемі                           | The Studio Museum in Harlem: 25 Years of African-American Art                         |
| 1994                              | Атланта (Джорджія)       | Галерея Камілла Лав                              | Dimensions of Guyana                                                                  |
| 22 березня — 7 червня 2003        | Атланта (Джорджія)       | Сучасник                                         | 2003 Atlanta Biennial                                                                 |
| 25 червня — 25 липня 2004         | Атланта (Джорджія)       | Міська галерея Схід                              | Atlanta Collects / Women                                                              |
| 10 вересня — 27 листопада 2004    | Атланта (Джорджія)       | Музей сучасного мистецтва Джорджії               | Transitions II                                                                        |
| 7 червня — 4 вересня 2005         | Лондон (Велика Британія) | Художня галерея Вайтчепел                        | Back to Black: Art, Cinema, and the Racial Imaginary                                  |
| 2006                              | Атланта (Джорджія)       | Галерея Spruill Center                           | CHANGE: Work by Lucinda Bunnen, Annette Cone-Skelton, Donald Locke, Rocio Rodruguez   |
| 18 лютого — 29 травня 2009        | Коледж Парк (Меріленд)   | Центр Девіда С. Дріскелла, Університет Меріленда | Tradition Redefined: The Larry and Brenda Thompson Collection of African American Art |
| 7 липня — 6 серпня 2011           | Нью-Йорк                 | Галерея Ското                                    | Summer Show                                                                           |
| 13 серпня — 3 вересня 2011        | Бруклін (Нью-Йорк)       | FiveMyles                                        | Contemporary Expressions: Art from the Guyana Diaspora                                |